# Choi Seong-min
Choi Seong-min (koreanisch 최성민; * 20. August 1991) ist ein südkoreanischer Fußballspieler. Aktuell steht er bei Icheon Citizen FC unter Vertrag.

## Karriere

### Jugendzeit
Seine Ausbildung fing er an der Gaewon Middle School an, in der er von 2004 bis 2007 Schüler war. Danach ging er auf die Janghun High School, die er von 2007 bis 2010 besuchte. Anschließend ging er auf die Dongguk Universität, die er 2013 abschloss. 

### Fußball-Karriere in Südkorea
Nach seiner Ausbildungszeit ging er zu Gyeongnam FC. Für Gyeongnam FC lief er 2014 in drei Ligaspielen auf. Danach wurde er auf Leihbasis an den Zweitligisten Bucheon FC 1995 für das Jahr 2015 verliehen. Er kam in Bucheon auf zwei Ligaeinsätze. Nach Leihende, wechselte er zum Drittligisten Yongin City FC. 2017 verpflichtete Gimhae City FC in. nach der Saison 2017, wechselte er zum Zweitligisten Ansan Greeners FC.  